# Lindsaea feei
Lindsaea feei är en ormbunkeart som beskrevs av Carl Frederik Albert Christensen. Lindsaea feei ingår i släktet Lindsaea och familjen Lindsaeaceae. Inga underarter finns listade.